# North Miami (Oklahoma)
North Miami és un poble dels Estats Units a l'estat d'Oklahoma. Segons el cens del 2000 tenia 433 habitants.

## Demografia
Segons el cens del 2000, North Miami tenia 433 habitants, 169 habitatges, i 125 famílies. La densitat de població era de 879,9 habitants per km².
Dels 169 habitatges en un 33,1% hi vivien nens de menys de 18 anys, en un 53,8% hi vivien parelles casades, en un 12,4% dones solteres, i en un 26% no eren unitats familiars. En el 23,1% dels habitatges hi vivien persones soles el 10,7% de les quals corresponia a persones de 65 anys o més que vivien soles. El nombre mitjà de persones vivint en cada habitatge era de 2,56 i el nombre mitjà de persones que vivien en cada família era de 3.
Per edats la població es repartia de la següent manera: un 28,6% tenia menys de 18 anys, un 9,5% entre 18 i 24, un 24,9% entre 25 i 44, un 21,9% de 45 a 60 i un 15% 65 anys o més.
L'edat mediana era de 36 anys. Per cada 100 dones de 18 o més anys hi havia 96,8 homes.
La renda mediana per habitatge era de 23.125 $ i la renda mediana per família de 30.521 $. Els homes tenien una renda mediana de 26.806 $ mentre que les dones 17.708 $. La renda per capita de la població era de 10.087 $. Entorn del 13% de les famílies i el 15,9% de la població estaven per davall del llindar de pobresa.

## Poblacions més properes
El següent diagrama mostra les poblacions més properes.